# ダン・コナー
ダン・コナー（Dan Connor 1985年11月2日- ）はペンシルベニア州ウォーリングフォード出身のアメリカンフットボール選手。現在NFLのニューヨーク・ジャイアンツに所属している。ポジションはラインバッカー。

## 経歴
フィラデルフィア郊外の高校時代、USAトゥデイより、Top 25 Supreme Team に選ばれた。2004年にはUSアーミーオールアメリカンボウルに出場している。高校2年次には1,500ヤードを走り、29TD、ディフェンスでは160タックル、3インターセプトをあげた。高校3年次には231回のランで1,807ヤードを走り、28TD、ディフェンスでは141タックル、11サック、3インターセプトをあげた。
ペンシルベニア州立大学に進学し、ジョー・パターノの下で2004年から2007年まで4年間プレーした。3年次、4年次にはオールアメリカン。2007年11月3日の試合で、ポール・ポスラズニーの持っていた大学通算タックル数を更新した。2007年、チャック・ベドナリク賞も受賞した。2008年1月のシニアボウルでは9タックル、コルト・ブレナンからのインターセプトをあげて、チームMVPに選ばれた。
2008年のNFLドラフト3巡でカロライナ・パンサーズに指名された。開幕から3試合、主にスペシャルチームで起用された。ミネソタ・バイキングス戦でACLを断裂し、シーズン絶望となった。
2010年、オフシーズンにトレード話が浮上したが、チームはベテランのナイル・ディグスを放出し、この年彼は先発ラインバカーを務めた。11月7日のニューオーリンズ・セインツ戦ででん部を負傷し、シーズン絶望となった。
2012年3月15日、ダラス・カウボーイズと契約を結び、大学時代のチームメート、ショーン・リーとチームメートとなった。この年、14試合に出場し、5試合でウィークサイドラインバッカー、シーズン最後の3試合でミドルラインバッカーとしてプレーした。
2013年3月11日、カウボーイズを解雇された。3月16日、ニューヨーク・ジャイアンツと1年契約を結んだ。

## 人物
カロライナ・パンサーズ時代のコーチ、ロン・リベラによるとコミュニケーションに優れたタイプではなかった。